# The Disappearance of Nagato Yuki-chan
The Disappearance of Nagato Yuki-chan (長門有希ちゃんの消失 Nagato Yuki-chan no Shoushitsu), også kendt som The Vanishing of Nagato Yuki-chan, er en japansk mangaserie skrevet og tegnet af Puyo. Serien er et spin-off til Nagaru Tanigawas light novel-serie Haruhi Suzumiya og er baseret på det alternative univers i seriens fjerde bind og animefilm, The Disappearance of Haruhi Suzumiya. Spin-off-serien startede i Kadokawa Shotens magasin Young Ace i juli 2009, hvor den gik indtil 4. august 2016. Den er sideløbende blevet samlet i foreløbig 9 bind. En animeserie i 16 afsnit lavet af Satelight blev sendt i japansk tv fra 3. april til 17. juli 2015. Et ekstra OVA-afsnit blev udgivet i oktober 2015.
Serien er ikke oversat til dansk, men mangaen bliver oversat til engelsk af Yen Press.

## Plot
Serien foregår i det alternative univers vist i The Disappearance of Haruhi Suzumiya, hvor Haruhi Suzumiya aldrig dannede SOS-brigaden. Serien følger Yuki Nagato, der i modsætning til originalen ikke er et stoisk rumvæsen men derimod en sky og forsigtigt prøvende pige, der er medlem af gymnasiets litteraturklub sammen med sin bedste veninde, Ryouko Asakura, og Kyon, som hun er forelsket i. Som serien skrider frem, udvikler Yukis følelser for Kyon, og hun bliver involveret i nogle mystiske hændelser.

## Manga
Mangaserien, der er skabt af Puyo, startede i Kadokawa Shotens magasin Young Ace 4. juli 2009, hvor den gik indtil 4. august 2016. Den er sideløbende blevet samlet i foreløbig 9 bind af Kadokawa Shoten med det tiende og sidste annonceret til februar 2017. Serien bliver oversat til engelsk af Yen press, der udgav første bind 24. juli 2012.

### Bind
| Bind                                                                                 | Udgivet           | ISBN                                                            |
| ------------------------------------------------------------------------------------ | ----------------- | --------------------------------------------------------------- |
| 1                                                                                    | 4. februar 2010   | ISBN 978-4-04-715405-6                                          |
|                                                                                      |                   |                                                                 |
| 2                                                                                    | 26. november 2010 | ISBN 978-4-04-715562-6                                          |
|                                                                                      |                   |                                                                 |
| 3                                                                                    | 3. september 2011 | ISBN 978-4-04-715773-6                                          |
|                                                                                      |                   |                                                                 |
| 4                                                                                    | 2. maj 2012       | ISBN 978-4-04-120217-3                                          |
|                                                                                      |                   |                                                                 |
| 5                                                                                    | 26. november 2012 | ISBN 978-4-04-120498-6                                          |
|                                                                                      |                   |                                                                 |
| 6                                                                                    | 26. december 2013 | ISBN 978-4-04-120960-8                                          |
|                                                                                      |                   |                                                                 |
| 7                                                                                    | 4. september 2014 | ISBN 978-4-04-101754-8                                          |
|                                                                                      |                   |                                                                 |
| 8                                                                                    | 26. marts 2015    | ISBN 978-4-04-101755-5                                          |
|                                                                                      |                   |                                                                 |
| 9                                                                                    | 26. oktober 2015  | ISBN 978-4-04-102881-0 ISBN 978-4-04-102882-7 (med vedlagt dvd) |
| Udsendt både i almindelig udgave og eksklusiv udgave med vedlagt dvd med OVA-afsnit. |                   |                                                                 |
| 10                                                                                   | 4. februar 2017   | ISBN 978-4-04-105044-6                                          |
|                                                                                      |                   |                                                                 |

## Anime
18. december 2013, en hentydning til en vigtig dato i The Disappearance of Haruhi Suzumiya, "forsvandt" den officielle hjemmeside for Haruhi Suzumiya-serien og blev erstattet med en falsk fejl-side med et skjult link, der afslørerede at en anime baseret på The Disappearance of Nagato Yuki-chan var sat i produktion. Et år senere, 18. december 2014, afslørede siden medarbejdere og dubbere. Serien er produceret af Satelight med instruktion af Junichi Wada, musik af Touko Machida og figurdesign af Ikuko Ito. Desuden vil dubberne fra animeserien The Melancholy of Haruhi Suzumiya vende tilbage i respektive hovedroller. Serien blev sendt i japansk tv fra 3. april 2015. til 17. juli 2015 med 16 afsnit, der dækkede de første fem bind af mangaserien. Et ekstra OVA-afsnit blev vedlagt niende bind af mangaen, der udkom 26. oktober 2015.
Serien bliver streamet i Nordamerika af hjemmesiden Funimation. 29. maj 2015 begyndte man desuden at streame en dubbet version indtalt af de samme dubbere som ved de tidligere The Melancholy of Haruhi Suzumiya-animeserier.
Introsangen er "Furefure Mirai" (フレ降レミライ Pouring Future) af Kitakou Bungei-bu Joshikai (Minori Chihara, Natsuko Kuwatani, Yuuko Gotou, Yuki Matsuoka og Aya Hirano), og slutsangen er "Arigatou, Daisuki" (ありがとう、だいすき Thank You, I Love You) af Minori Chihara. I afsnit 13 benyttes en akustisk version af "Arigatou, Daisuki".

### Stemmer
- Minori Chihara - Yuki Nagato
- Tomokazu Sugita - Kyon
- Natsuko Kuwatani - Ryouko Asakura
- Yuuko Gotou - Mikuru Asahina
- Yuki Matsuoka - Tsuruya
- Aya Hirano - Haruhi Suzumiya
- Daisuke Ono - Itsuki Koizumi
- Minoru Shiraishi - Taniguchi
- Megumi Matsumoto - Kunikida
- Chiaki Omigawa - Sonou Mori
- Sayaka Aoki - Kyons søster

### Afsnit
| # | Titel | Sendt første gang |
| --- | --- | ----------------- |
| | |                   |
| 1 | "Precious Place" "Taisetsu na Basho" (大切な場所)                                                          | 3. april 2015     |
| Yuki Nagato er en sky pige, der tilbringer sin tid i gymnasiets litteraturklub sammen med sin bedste veninde, Ryouko Asakura, og drengen Kyon, som hun er forelsket i. Da julen nærmer sig, beslutter Yuki sig for at holde en fest i klubrummet for at fejre, at de andre blev medlemmer og holdt klubben aktiv. Da de er ude for at købe en kalkun til festen næste dag, støder trioen på Mikuru Asahina og Tsuruya. Tsuruya udfordrer Yuki til en konkurrence mod Mikuru om en af hendes egne kalkuner, men det ender med at blive en konkurrence mellem Asakura og Tsuruya. Bagefter får Ryouko lov til at bruge klubrummet til festen, mens Yuki mindes dengang, Kyon hjalp hende med at få et lånerkort. | |                   |
| 2 | "Joy to the World" "Morobito Kozorite" (もろびとこぞりて)                                                  | 10. april 2015    |
| Mens julefesten kommer i gang, husker Yuki tilbage på, hvordan litteraturklubben var i fare for at blive lukket tidligere på året som følge af mangel på medlemmer. Mens hun spekulerede på, hvad hun skulle gøre, stødte Yuki på en mystisk pige fra en anden skole, der fik hende til at skrive en meddelelse til Julemanden på en legeplads. Yuki blev overbevist af pigens positive attitude og blev i stand til at bede Ryouko og Kyon om at blive medlemmer af klubben. Tilbage ved festen prøver Yuki at oparbejde mod til at bekende sin kærlighed til Kyon men bliver afbrudt i sidste øjeblik. Næste dag bliver Yuki og Kyon overraskede, da den mystiske pige fra før pludselig falder om foran dem. | |                   |
| 3 | "Haruhi Suzumiya!!" "Suzumiya Haruhi!!" (涼宮ハルヒ!!)                                                     | 17. april 2015    |
| Yuki og Kyon hjælper pigen, Haruhi Suzumiya, der hævder at have tilbragt natten med at prøve at fange Julemanden, og som drømmer om at møde rumvæsener, tidsrejsende og espere. Ved starten på det nye år dukker Haruhi op i litteraturklubben sammen med sin klassekammerat Itsuki Koizumi og beslutter sig for at gøre dem selv til medlemmer, hvilket gør den ellers stille litteraturklub mere livlig. | |                   |
| 4 | "Be My Valentine" (Be My Valentine)                                                                        | 24. april 2015    |
| Dagen før valentinsdag hjælper Ryoko Yuki med at lave valentinschokolade, mens Haruhi slæber Kyon med rundt i byen på jagt efter mysterier. Næste spiser Yuki frokost med Mikuru og Tsuruya, der opmuntrer hende. Senere følger Yuki Ryoukos plan i håb om at få noget tid alene med Kyon, men da hun ankommer til klubrummet, bliver hun chokeret over at se Haruhi give chokolade til Kyon. | |                   |
| 5 | "Her Melancholy" "Kanojo no Yuuutsu" (彼女の憂鬱)                                                          | 1. maj 2015       |
| Ryouko bliver klar over, at den chokolade Haruhi gav Kyon blot var af høflighed, og langer ud efter Haruhi for ikke at være opmærksom på stemningen og giver sig selv skylden for sine egne fejl. Ryouko og Haruhi får hurtigt fat i Yuki, der siger at hun stadig har i sinde at give Kyon sin chokolade, og at hun kun løb væk for at respektere Haruhis privatliv. Bagefter får Yuki chanchen for at give sin chokolade til Kyon, der tager imod dem med glæde og nyder dem. En mulighed for en kærlighedserklæring bliver dog ødelagt af Tsuruya. Haruhi ser til på afstand, mens hun tænker tilbage på, hvordan hun stødte på en dreng ved navn John Smith for tre år siden. Senere, på White Day, giver Kyon gaver til Yuki og Haruhi som tak. Yuki er taknemmelig for sin gave, mens de andre bemærker, at han gav Yuki og Haruhi den samme ting.                                                                                | |                   |
| 6 | "Over the Obento" (Over the Obento)                                                                        | 8. maj 2015       |
| Gruppen bliver overrasket over at høre, at Haruhi og Itsuki har fået lov til at komme på skolen for længe siden. Tsuruya forklarer årsagen til misforståelserne omkring Kyon og Mikuru. Senere hjælper Ryouko Kyon med at studere til en prøve, og Haruhi beslutter sig for at sætte hende på prøve med nogle spørgsmål fra Kouyouen, som Yuki løser på en måde, hun ikke kan forklare. Bagefter ender Yuki og Kyon med at spise frokost sammen, og Yuki kommer med et unikt ønske. Derefter annoncerer Haruhi, at de vil tage på træningslejr. | |                   |
| 7 | "Wish" "Negaigoto" (ねがいごと)                                                                            | 15. maj 2015      |
| Haruhi forbereder guidebøger for hendes planlagte onsen-tur og tager endda alles tanker i betragtning. Imens er Ryouko, der har set Kyon made Yuki den anden dag, bekymret for, hvad de kan finde på under turen. På dagen for turen får Haruhi alle til at trække lod om, hvem der skal sidde ved siden af hvem i toget, hvilket ikke går helt som planlagt men alligevel lover godt for Yuki. Ankommet til destinationen går gruppen på sightseeing i byen og besøger det lokale tempel. Mens de andre forsøger at holde Haruhi under kontrol, hjælper Mikuru Yuki med at købe en kærlighedsamulet. | |                   |
| 8 | "The Plotting of Haruhi Suzumiya" "Suzumiya Haruhi no Hakarigoto" (涼宮ハルヒの謀)                         | 22. maj 2015      |
| Gruppen ankommer til deres ryokan, hvor pigerne beslutter straks at hoppe i de varme kilder, der omfatter et frilufts kærlighedsbad. Bagefter holder de ping-pong-turnering, synger karaoke og spiser. Senere beslutter Yuki og Kyon sig for at tage et bad til og ender med at se hinanden ved kærlighedsbadet. | |                   |
| 9 | "Give Me Your Hand..." "その手を…" (Sono-te o...)                                                          | 29. maj 2015      |
| Gruppen spiller Sorteper med en straf for taberen, mens Ryouko får vilde ideer om, hvad der måske kan ske mellem Yuki og Kyon. Senere går Yuki og Kyon op til et nærliggende observatorium for at kigge stjerner, mens Ryouko og Haruhi følger efter dem. Ryouko indrømmer, at hun føler sig ensom, efterhånden som Yuki kommer tættere på Kyon. Snart efter samles alle ved observatoriet, hvor Yuki kommer til at holde hånd med Kyon. Kort efter at de vender hjem fra turen, kommer en bil imidlertid kørende mod Yuki, mens hun er uopmærksom. | |                   |
| 10 | "Someday in the Rain" "Samudei in za Rein" (サムデイ イン ザ レイン)                                       | 5. juni 2015      |
| Efter at være lige ved at blive påkørt af bilen begynder Yuki at vise en anderledes personlighed, der ikke tager sig af sine små kvæstelser trods Ryoukos bekymringer. Næste dag beder Ryouko Kyon om at se efter Yuki, der er usædvanlig tavs. Om aftenen konfronterer Ryouko Yuki og spørger hende om, hvem hun virkelig er. | |                   |
| 11 | "The Disappearance of Nagato Yuki-chan I" "Nagato Yuki-chan no Shoushitsu I" (長門有希ちゃんの消失I)       | 12. juni 2015     |
| Den nuværende Yuki afslører at være en anden Yuki Nagato, der har den første Yukis erindringer men ikke hendes oplevelser. Efter at have hørt om hendes situation fortsætter Ryouko med at støtte den nuværende Yuki og tager hende med på hospitalet for at få hende undersøgt og får Kyon informeret. De to holder øje med Yuki, der fortsætter med at gå i skole, uden at nogen bemærker noget. Kyon og Yuki går på biblioteket sammen. | |                   |
| 12 | "The Disappearance of Nagato Yuki-chan II" "Nagato Yuki-chan no Shoushitsu II" (長門有希ちゃんの消失II)    | 19. juni 2015     |
| Yuki bliver betaget af biblioteket og husker, at det var her, den oprindelige Yuki første gang mødte Kyon, der hjalp hende med at få et lånerkort. Yuki mærker, at den gamle Yukis bevidsthed måske vil vågne op i hende og begynder at spekulere på, hvad der vil ske med hendes nuværende jeg, når hun gør. Desuden begynder hun at udvikle egne følelser for Kyon, hvilket får hende til at mistænke, at hendes to personligheder måske vil fusionere. Yuki ser imidlertid mere af den gamle Yuki erindringer i sine drømme og begynder at bekymre sig for, om hun vil forsvinde fuldstændigt, når den anden Yuki vågner. | |                   |
| 13 | "The Disappearance of Nagato Yuki-chan III" "Nagato Yuki-chan no Shoushitsu III" (長門有希ちゃんの消失III) | 26. juni 2015     |
| Efter deres eksamen beder Yuki Kyon og Ryouko om at tage hende med til et marked for brugte bøger. På vej tilbage får Ryouko Yuki til at indse, at hun er blevet forelsket i Kyon, hvilket får hende til at frygte hendes uafvendelige forsvinden endnu mere. Yuki aner, at næste gang hun falder i søvn vil blive hendes sidste, og tilbringer dagen sammen med Ryouko men holder sin forsvinden hemmelig for hende. Om aftenen tilstår Yuki sin kærlighed til Kyon over telefonen, men da han når hende, falder hun i søvn, hvorefter den oprindelige Yuki vågner i hendes sted. | |                   |
| 14 | "Her Confusion" "Kanojo no Tomadoi" (彼女の戸惑い)                                                         | 3. juli 2015      |
| Før hun vågner op, møder Yuki sit andet jeg, der opmuntrer hende til at tilstå sine egne følelser for Kyon. Da Yuki vender tilbage til sit normale liv, er Ryouko på en gang glad for, at en ven er vendt sikkert tilbage, og ked af at en anden er væk. Imens er Kyon ikke meget for at møde Yuki efter at have hørt hendes andet jegs kærlighedserklæring. Senere lægger Haruhi planer for en fælles fejring af tanabata og sætter Kyon og Itsuki til at finde et stykke bambus til lejligheden. Da alle skriver deres ønsker, konfronterer Haruhi Kyon om, hvorfor han distancerer sig selv fra Yuki, og udleder, at han er nervøs på grund af den anden Yukis kærlighedserklæring. Haruhi beklager hemmeligt, at han ikke husker, hvordan han hjalp hende med at skrive en besked til rummet under tanabata for fire år siden, og opfordrer Kyon til at arbejde på det, til trods for at Yuki ikke kan huske kærlighedserklæringen. | |                   |
| 15 | "His Uncertainty" "Kare no Mayoi" (彼の迷い)                                                               | 10. juli 2015     |
| Da sommerferien starter, tager litteraturklubben sammen Kyons lillesøster på tur til stranden, hvor de bor i Tsuruyas feriehus. Næste dag tager gruppen op i bjergene for at fange insekter, før de deltager i modighedsprøve. Men i stedet for at støde på spøgelser som man ville forvente, ender parrene med at støde på en flok flotte ildfluer. | |                   |
| 16 | "Fireworks" "Hanabi" (花火)                                                                                | 17. juli 2015     |
| Efter flere møder deltager klubben i sommerfestivallen, hvor Mikuru stirrer på en blender, og de andre spiller selskabslege. Da fyrværkeriet begynder, tager Kyon Yuki med til et diskret sted, og uden at hun ved det, fortæller han den anden Yuki om hans følelser for hende efter telefonopkaldet. Nogle få dage før sommerferien slutter, spørger Ryouko Kyon, om han har lavet sine lektier. | |                   |
| OVA | "Endless Summer Vacation" "Owarenai Natsuyasumi" (終われない夏休み)                                        | 26. oktober 2015  |
| Gruppen tager til et svømmebassin, hvor de deltager i en dyst om nogle eksotiske frugter. Snart efter leder Haruhi gruppen gennem en bred vifte af sommeraktiviteter, så Kyon ingen chance har for at gøre sin lektier færdige. Med kun to dage af sommerferien tilbage og Kyons og Yukis lektier ufærdige holder gruppe en studiekreds i Kyons hus, hvor de dog snart bliver distraherede af at spille spil. Næste dag er Kyon den eneste, der ikke er færdige med sine lektier, så han tager over til Yuki for at låne hendes. | |                   |